# Juniorvärldsmästerskapen i alpin skidsport 1993
Juniorvärldsmästerskapen i alpin skidsport 1993 avgjordes i Montecampione och Colere i Italien under perioden 2-7 mars 1993 och var det tolfte världsmästerskapet för juniorer.

## Medaljfördelning
| Placering | Nation    | Guld | Silver | Brons | Totalt |
| 1         | Italien   | 4    | 2      | 2     | 8      |
| 2         | Frankrike | 2    | 1      | 1     | 4      |
| 3         | Österrike | 1    | 3      | 3     | 7      |
| 4         | Schweiz   | 1    | 1      | 0     | 2      |
| 5         | USA       | 1    | 0      | 0     | 1      |
| 6         | Japan     | 0    | 2      | 1     | 3      |
| 7         | Kanada    | 0    | 0      | 1     | 1      |
| 7         | Slovenien | 0    | 0      | 1     | 1      |
|           | Totalt    | 9    | 9      | 9     | 27     |

## Resultat Damer
| Datum       | Plats                           | Disciplin   | Guld            | Silver              | Brons                    |
| Mars 1993   | Montecampione / Colere, Italien | Störtlopp   | -               | -                   | -                        |
| 4 mars 1993 | Montecampione / Colere, Italien | Slalom      | Morena Gallizio | Renate Götschl      | Urška Hrovat             |
| 5 mars 1993 | Montecampione / Colere, Italien | Super-G     | Isolde Kostner  | Madlen Summermatter | Alessandra Merlin        |
| 7 mars 1993 | Montecampione / Colere, Italien | Storslalom  | Karin Roten     | Morena Gallizio     | Christiane Mitterwallner |
| 7 mars 1993 | Montecampione / Colere, Italien | Kombination | Morena Gallizio | Barbara Raggl       | Mélanie Turgeon          |

## Resultat Herrar
| Datum       | Plats                           | Disciplin   | Guld               | Silver          | Brons                 |
| 2 mars 1993 | Montecampione / Colere, Italien | Super-G     | Massimiliano Iezza | Maurizio Feller | Josef Strobl          |
| 4 mars 1993 | Montecampione / Colere, Italien | Störtlopp   | Gaëtan Llorach     | Josef Strobl    | Massimiliano Iezza    |
| 5 mars 1993 | Montecampione / Colere, Italien | Storslalom  | Josef Strobl       | Joji Kawaguchi  | Frederic Marin-Cudraz |
| 6 mars 1993 | Montecampione / Colere, Italien | Slalom      | Chip Knight        | Gaëtan Llorach  | Joji Kawaguchi        |
| 7 mars 1993 | Montecampione / Colere, Italien | Kombination | Gaëtan Llorach     | Joji Kawaguchi  | Josef Strobl          |